# Doğukesmekaya, Harran
Doğukesmekaya là một xã thuộc huyện Harran, tỉnh Şanlıurfa, Thổ Nhĩ Kỳ. Dân số thời điểm năm 2011 là 318 người.